# Styczeń 2024

## 31 stycznia
- Sułtan stanu Johor Ibrahim ibni Almarhum został królem Malezji, zastępując Abdullaha, sułtana Pahangu[1][2].

## 30 stycznia
- Imran Khan, były krykiecista i premier Pakistanu w latach 2018–2022, oraz minister spraw zagranicznych w jego rządzie Shah Mehmood Qureshi, zostali skazani na 10 lat więzienia za ujawnienie tajemnic państwowych[3][4].

## 29 stycznia
- Amerykańska firma neurotechnologiczna Neuralink ogłosiła, że po raz pierwszy wszczepiła interfejs mózg–komputer w ludzkim mózgu i że dana osoba „dobrze wraca do zdrowia”, a „wstępne wyniki wskazywały na obiecujące wykrywanie impulsów neuronowych”[5].

## 28 stycznia
- 600 ha lasów zostało zniszczonych przez pożar w Parku Narodowym Los Alerces, wpisanym na Listę Światowego Dziedzictwa UNESCO w Patagonii w Argentynie[6].
- W Melbourne zakończył się turniej tenisowy Australian Open 2024. W rywalizacji mężczyzn zwyciężył Jannik Sinner, a wśród kobiet tytuł obroniła Aryna Sabalenka[7].
- Zakończyła się 16. edycja mistrzostw Europy w piłce ręcznej mężczyzn, w meczu finałowym czempionatu Francuzi pokonali wynikiem 33:31 Duńczyków[8].
- Talat Xhaferi objął stanowisko premiera Macedonii Północnej, jako pierwsza w historii osoba narodowości albańskiej[9].
- Niger, Mali i Burkina Faso opuściły ECOWAS[10].

## 24 stycznia
- W Jabłonowie doszło do katastrofy samolotu Ił-76.

## 22 stycznia
- Joseph Boakai z Partii Jedności objął urząd prezydenta Liberii, zastępując George’a Weaha[11].

## 20 stycznia
- W anglikańskim kościele Marii Panny w Nottingham odbyła się konsekracja biskupia ks. Pauliny Hławiczki-Trotman na biskupa Luterańskiego Kościoła w Wielkiej Brytanii (LCiGB). W momencie konsekracji ks. Paulina Hławiczka-Trotman została pierwszą Polką na świecie, która objęła posługę biskupią w Kościele luterańskim[12].

## 18 stycznia
- Były wiceminister MSZ w czasie rządów PiS-u, Piotr Wawrzyk, został zatrzymany przez funkcjonariuszy CBA, w związku z „aferą wizową”[13].

## 17 stycznia
- Pakistan dokonał odwetowego ataku rakietowego(inne języki) na Iran, w prowincji Sistan i Beludżystan, zabijając siedem osób, w tym czworo dzieci[14][15][16].

## 16 stycznia
- Iran przeprowadził atak rakietowy i dronowy(inne języki) na Beludżystan w Pakistanie, zabijając dwójkę dzieci. Pakistan w ramach protestu odwołał swojego ambasadora[17][18].

## 15 stycznia
- Iran przeprowadził atak rakietowy na Irbil, w irackim Kurdystanie, zabijając cztery osoby. W związku z tym, ambasador Iraku opuścił Iran w ramach protestu[19][20].

## 14 stycznia
- Duńska królowa Małgorzata II, abdykowała(inne języki) na rzecz swojego syna, który został królem Fryderykiem X[21].
- Bernardo Arévalo zastąpił Alejandra Giammattei na stanowisku prezydenta Gwatemali[22].

## 12 stycznia
- Połączone siły Stanów Zjednoczonych i Wielkiej Brytanii, przeprowadziły atak rakietowy na Jemen(inne języki) na Ruch Huti[23]

## 11 stycznia
- Wybuch zamieszek(inne języki) na Papui-Nowej Gwinei, po tym, jak policja ogłosiła strajk z powodu braku podwyżek[24].
- Przez Warszawę przeszedł Marsz 11 stycznia[25].

## 10 stycznia
- Izba Pracy i Ubezpieczeń Społecznych Sądu Najwyższego nie uwzględniła odwołania Mariusza Kamińskiego od decyzji marszałka Sejmu Szymona Hołowni o stwierdzeniu wygaśnięcia mandatu poselskiego[26].
- Radio Eska 2 rozpoczęła nadawanie o północy, zastępując Radio SuperNova[27].

## 9 stycznia
- W Ekwadorze doszło do ataku gangu na siedzibę państwowej telewizji TC Television podczas transmisji na żywo, biorąc znajdujące się tam osoby jako zakładników[28]

## 8 stycznia
- Prezydent Ekwadoru, Daniel Noboa, ogłosił stan wojenny(inne języki), związku z ucieczką przywódcy gangu Los Choneros, Adolfo Maciasa[29][30].

## 6 stycznia
- Japończyk Ryōyū Kobayashi został zwycięzcą 72. Turnieju Czterech Skoczni[31].
- Tenisistka Iga Świątek wygrała 89. Plebiscyt na Najlepszego Sportowca Polski[32].

## 5 stycznia
- W magazynie „Monthly Notices of the Royal Astronomical Society” opublikowano badanie zespołu naukowców pod kierownictwem profesora Patricka Irwina z Uniwersytetu Oksfordzkiego, gdzie dokonano retuszu zdjęcia Neptuna z sondy Voyager 2 na podstawie danych ze spektrografów Teleskopu Hubble’a oraz Bardzo Dużego Teleskopu. Dotychczas uważano iż kolor atmosfery Neptuna jest ciemnoniebieski, a dzięki badaniu uzyskano rzeczywisty kolor Neptuna, zielonkawo-niebieski, który jest nieznacznie bardziej niebieskawy od koloru Urana, co możliwe, że jest spowodowane cieńszą atmosferą Neptuna[33][34][35][36][37].
- Gra przeglądarkowa Smeet zakończyła działalność[38].

## 3 stycznia
- W trakcie obchodów czwartej rocznicy śmierci generała Ghasema Solejmaniego, w pobliżu jego grobowca, w irańskim mieście Kerman, doszło do dwóch eksplozji ładunków wybuchowych, które zabiły około 100 osób[39].
- Hilda Heine ponownie została prezydentem Wysp Marshalla, zastępując Davida Kabuę[40].

## 2 stycznia
- Doszło do zderzenia się dwóch samolotów, pasażerskiego Airbusa A350 Japan Airlines oraz Bombardier Q Series należącego do japońskiej straży przybrzeżnej(inne języki), na płycie lotniska Tokio-Haneda, w wyniku której zginęło pięć osób, a 15 zostało rannych[41].

## 1 stycznia
- Wystąpiło silne trzęsienie ziemi na półwyspie Noto u zachodnich wybrzeży wyspy Honsiu (głównej wyspy Japonii), w wyniku którego zginęło ponad 200 osób[42].
- W noc sylwestrową we Francji, jak co roku, były podpalane zaparkowane samochody. Tym razem spłonęło 745 pojazdów; mniej niż w poprzednich latach[43].
- Succès Masra zastąpił Saleha Kebzabo na stanowisku premiera Czadu[44].
- 34 miejscowości w Polsce uzyskały status miasta: Białaczów, Bircza, Bobrowniki, Bogoria, Bolesławiec, Brody, Ciepielów, Czemierniki, Dobre, Gąsawa, Gielniów, Głowaczów, Gowarczów, Grabów, Inowłódz, Jawornik Polski, Kiernozia, Kikół, Maciejowice, Magnuszew, Mieścisko, Odrzywół, Osieck, Osjaków, Parzęczew, Piszczac, Przyrów, Przytyk, Rychtal, Sienno, Siennica, Strzeleczki, Turobin i Żarnów[45].
- Nastąpił podział Ministerstwa Edukacji i Nauki na dwa odrębne resorty, Ministerstwo Edukacji Narodowej oraz Ministerstwo Nauki i Szkolnictwa Wyższego[46].
- Pierwsza wersja graficzna postaci Myszki Miki, która pojawiła się w filmie animowanym z 1928 roku pt. Parowiec Willie, weszła do domeny publicznej[47].